# Ближний Сахалин
Ближний Сахалин — село в Серышевском районе Амурской области, Россия. Входит в Лермонтовский сельсовет.
Основано в 1928 году.

## Название
В Амурской области понятием «Сахалин» называют высокие сухие участки суши среди заболоченной местности и именно на такой территории находится данное село, отсюда и вторая часть названия. Первая же часть названия показывает, что село находится намного ближе к большой земле, нежели настоящий Сахалин.

## География
Село Ближний Сахалин расположено к северу от пос. Серышево, рядом с автотрассой Чита — Хабаровск, вблизи административной границы между Серышевским и Мазановским районом. Расстояние до районного центра (через село Украинка) — 32 км.
На восток от села Ближний Сахалин идёт дорога к административному центру Лермонтовского сельсовета селу Лермонтово, расстояние — 18 км.
На юго-запад от села Ближний Сахалин идёт дорога к селу Добрянка, расстояние — 14 км.

## Население
| 2002 | 2010 | 2012 | 2013 | 2014 | 2015 | 2016 |
| ---- | ---- | ---- | ---- | ---- | ---- | ---- |
| 74   | ↘57  | ↘53  | ↗54  | ↗58  | ↘53  | ↘45  |
| 2017 | 2018 |      |      |      |      |      |
| ↘37  | ↘35  |      |      |      |      |      |

## Инфраструктура
Сельскохозяйственные предприятия Серышевского района.
Рядом с селом предполагается размещение посадочной площадки для возвращаемых аппаратов космодрома "Восточный"